# Abrahamitische religies

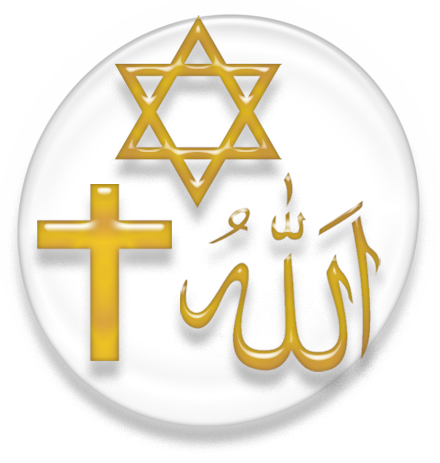
Symbolen van de drie grootste abrahamitische godsdiensten; het Kruis van Jezus, de Ster van David en de kalligrafie van Allah

De abrahamitische of semitische religies vormen een aantal onderling verwante, monotheïstische godsdiensten, in hoofdzaak het jodendom, het christendom en de islam. Door de vergelijkende godsdienstwetenschap worden deze drie onderscheiden van de twee overige, godsdienstige hoofdtradities: de dharmische, die onder meer het hindoeïsme, jaïnisme, boeddhisme en het sikhisme omvat, en de Oost-Aziatische, met onder andere het taoïsme, confucianisme en het shintoïsme. De drie religieuze hoofdtradities omvatten samen de overgrote meerderheid van gelovigen op aarde. 
Abrahamitisch is afgeleid van de eigennaam Abraham, de aarts- of stamvader van joden, christenen en moslims, en enkele kleinere abrahamitische stromingen.

## Inbegrepen religies

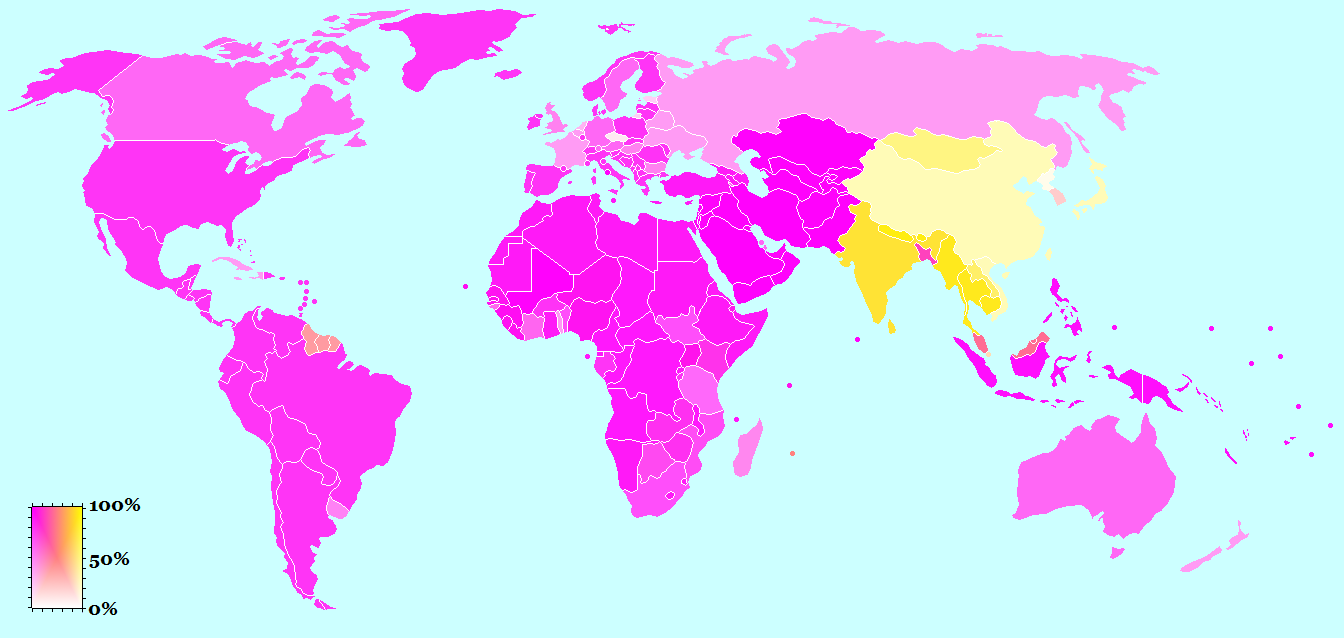
Abrahamitische versus dharmische en Oost-Aziatische religies

Onder de abrahamitische religies vallen drie godsdiensten, onderverdeeld in verschillende stromingen:
- christendom (2,1 miljard aanhangers[1])
  - katholicisme
  - Oosters-orthodox
  - protestantisme
- islam (1,7 miljard aanhangers)
  - soennisme
  - sjiisme
    - bábisme
    - bahá'í
    - druzisme

  - soefisme
  - ibadisme
  - ahmadiyya
  - koranisme
- jodendom (15 miljoen aanhangers)
  - orthodox
  - liberaal
  - reformatief
  - samatarianisme
  - karaïten

Daarnaast worden ook de volgende kleinere religieuze stromingen tot de abrahamitische gerekend:
- mandeïsme
- rastafarisme (elementen vanuit het jodendom/christendom)
- sethianisme

### Syncretisme
- Messiaanse beweging: een mix tussen jodendom en christendom
- Rastafarisme: een mix tussen jodendom en christendom
- Crislam: een mix tussen christendom en islam

## Oorsprong

### Historisch
Wetenschappelijk-historisch bezien, vindt de abrahamitische traditie haar oorsprong in de bronstijd van de Levant. Omstreeks de 14e eeuw voor Christus maken, tot dan toe voornamelijk polytheïstische, Semitische stammen (specifiek de Israëlieten) een proces door van verregaande monotheïsering. Uiteindelijk gaan ze de godheid Yahweh, tot dan toe slechts een van de vele goden binnen de bredere Kanaänitische mythologie, als hun stamgod beschouwen. Nog weer later gaat Yahweh als universele, enige God gelden, ten opzichte van wie alle overige goddelijke figuren als afgoden worden gezien. Dit proces vormde de basis van de vroegst gedocumenteerde abrahamitische religie, het jodendom, een ontwikkeling die werd afgerond en gecodificeerd tijdens de Babylonische ballingschap (6e eeuw v.Chr.). Het christendom (1e eeuw) en islam (7e eeuw) zijn, elk op hun eigen manier, afsplitsingen en/of herinterpretaties van dit concept van één, universele God.

### Theologisch
De drie monotheïstische hoofdstromingen beschikken elk over een eigen theologisch kader, vanwaaruit zij hun oorsprong verklaren, en hun positie ten opzichte van andere godsdiensten bepalen.

#### Jodendom
Joden geloven dat God een verbond met drie personen heeft gesloten, te weten Abraham, zijn zoon Isaak en kleinzoon Jakob/Israël, waarbij de laatste als stamvader van de Israëlieten wordt gezien. In dit verbond belooft God aan zijn uitverkoren volk het Land van Israël, het Beloofde Land. Later worden hier, onder de belangrijkste joodse profeet Mozes ten tijde van de uittocht uit Egypte, een reeks wetten aan toegevoegd, waaronder de Tien geboden. Volgens de joodse traditie zijn er in totaal 613 geboden in de Thora opgetekend, waarvan er 611 via Mozes, en twee direct door God zouden zijn geopenbaard, en die de kern vormen van de halacha. In de joodse eschatologie staat de komst van de messias centraal, zoals voorspeld door de profeten Jesaja en Ezechiël, die een periode van vrede en welvarendheid voor joden en andere volkeren zou inluiden, uiteindelijk leidend tot de eindtijd. Volgens de joodse traditie heeft deze messias zich nog niet geopenbaard.
Het jodendom beschouwt het christendom en de islam als dwalend. Aanhangers van deze religies erkennen volgens het jodendom wel de Enige God en maken zich derhalve niet schuldig aan afgodendienst.

#### Christendom
Christenen geloven dat Jezus de zoon van God is en tevens de messias die voorspeld werd in het Oude Testament, die naar de wereld werd gezonden om de mensheid te bevrijden van de zonde. In de christelijke traditie wordt ieder mens zondig geboren en is het geloof in Jezus en zijn leer, beschreven in het Nieuwe Testament, de enige manier om tot God te kunnen komen.
Christenen beschouwen het joodse geloof als door God gegeven, maar incompleet voor zover Jezus daarin als de messias wordt afgewezen. De islam wordt gezien als een compleet andere godsdienst.

#### Islam
Moslims geloven dat de islam de definitieve openbaring is van de God van Abraham via de profeet Mohammed. Deze zien zij als de laatste profeet, en de voltooier van de abrahamitische religies. Tussen de abrahamitische profeten en Mohammed wordt religieus gezien geen onderscheid gemaakt. Voor moslims is de Koran het letterlijke woord van God, dat door de aartsengel Gabriël gedurende 23 jaar aan Mohammed is geopenbaard. 
De islam beschouwen joden en christenen als Mensen van het Boek maar als ongelovigen omdat ze niet geloven in het profeetschap van Mohammed.

## Godsbegrip en mensbeeld van de abrahamitische religies

### Godsbegrip
De abrahamitische religies kennen een monotheïstische leer, ze (h)erkennen slechts één God, zij het dat deze in de christelijke traditie uit drie eenheden bestaat (God de vader, de zoon en de heilige geest) die gelijktijdig verschillend alsook één zijn. De monotheïstische God is een persoonlijke God, dat wil zeggen dat hij zich met iedere gelovige individueel bezighoudt, maar als instantie die bestaat buiten deze wereld. De drie abrahamitische godsdiensten geloven dat hun God de schepper is van de kosmos, en dat hij ingrijpt in menselijke aangelegenheden. Hij wordt beschouwd als alwetend, almachtig en alomtegenwoordig. God heeft, vanuit menselijk oogpunt, positieve eigenschappen, zij het gesteld in absolute termen als onfeilbare rechtvaardigheid en allesomvattende liefde. Traditioneel wordt de God geïdentificeerd met het mannelijk geslacht, en aangesproken met "de heer" of "vader". De abrahamitische godsdienst verbiedt het maken van afbeeldingen van de God, omdat de gelovige zijn eigen maaksel zou gaan aanbidden, en zo afgodsdienst zou plegen. God is in alle godstradities uiteindelijk onbereikbaar voor het menselijk verstand. Het abrahamitische monotheïsme gelooft wel dat de gelovige door gebed in spiritueel contact kan komen met zijn God. Er zijn rituele gebeden, maar ook individuele gebeden die de gelovige zelf kan formuleren.

### Mensbeeld
In de abrahamitische religies bestaat de mens uit een fysiek lichaam en een onstoffelijke ziel, er is sprake van een dualistisch, anti-reductionistisch mensbeeld. Volgens veel christelijke theologen bestaat er naast de ziel nog een derde 'orgaan', namelijk de geest (1 Thessalonicenzen 5:23). De geest omvat onder andere het geweten, de intuïtie, en het vermogen God te aanbidden of zich tot hem te verhouden. De ziel is de zetel van de wil, het verstand en de emoties. De mens is verder naar het evenbeeld van God geschapen. Binnen de joodse, christelijke en islamitische traditie heeft de mens maar één leven in de stoffelijke wereld, en het tijdsbeeld is dan ook lineair (teleologisch) in plaats van cyclisch, zoals bij religies waarin reïncarnatie deel uitmaakt van hun geloofsdoctrine. Deze lineariteit vertaalt zich onder meer in het geloof in een einde der tijden (eindtijd). Door de 'gift' van de vrije wil (een premisse die door veel filosofen als contradictio in terminis of paradox wordt beschouwd) is de mens in staat beslissingen te nemen die zijn of haar positie in het hiernamaals zal beïnvloeden. Geloof in God, samen met goede gedragingen en daden, zal resulteren in een beloning, terwijl slecht gedrag zal leiden tot bestraffing. De ideeën aangaande de specifieke aard van deze beloning en bestraffing verschillen per religie. Zo geloven christenen en moslims nadrukkelijk in een hemel (of paradijs) en een hel, terwijl veel joden niet geloven in een hemel, maar de wederopstanding als beloning beschouwen, en de onthouding hiervan als straf.

### Vergelijking van de abrahamitische religies
|                                              | Jodendom | Christendom (k: katholiek, p:protestant)                                                | Islam                                                                  |
| -------------------------------------------- | --- | --------------------------------------------------------------------------------------- | ---------------------------------------------------------------------- |
| Term voor gelovigen (M/V)                    | Jood, jodin | Christen, christin                                                                      | Moslim, moslima                                                        |
| Symbool                                      | Davidster, menora | Kruis, labarum                                                                          | Rub El Hizb, maan en ster                                              |
| Jaar van stichting                           | Onbekend (Rabbijns jodendom ontwikkelt zich tussen de 2e en 6e eeuw)                                                      | Omstreeks 30                                                                            | 622                                                                    |
| Stichter, belangrijkste profeet              | Mozes | Jezus                                                                                   | Mohammed                                                               |
| Gebied van oorsprong                         | Levant | Levant                                                                                  | Hidjaz                                                                 |
| Primair verspreidingsgebied                  | Europa, Noord-Amerika, Rusland en Israël                                                                                  | Europa, Amerika en Oceanië                                                              | Midden-Oosten, Noord-Afrika, Centraal-Azië en Zuidoost Azië.           |
| Heilige schrift                              | Tenach (Thora, Nevie'iem en Ketoviem)                                                                                     | Bijbel (Oude en Nieuwe Testament)                                                       | Koran                                                                  |
| Aard van Heilige Schrift                     | Goddelijke oorsprong | Geïnspireerd door God                                                                   | Letterlijke woord van God                                              |
| Openbaring                                   | Door Mozes, opgetekend in Thora                                                                                           | Door profeten en apostelen, opgetekend in de Bijbel                                     | Door Mohammed, opgetekend door de Sahaba in de Koran                   |
| Oorspronkelijke taal                         | Hebreeuws | Hebreeuws en Aramees (OT) Grieks (NT)                                                   | Arabisch                                                               |
| Secundaire teksten met religieuze autoriteit | Talmoed, Midrasj | Teksten van de kerkvaders (k), pauselijke bullen (k)                                    | Hadith, Tafsir                                                         |
| Secundaire talen met religieuze autoriteit   | Jiddisch , Ladino | Grieks, Latijn                                                                          | Turks, Perzisch                                                        |
| Hebreeuwse Bijbel                            | Tenach | Oude Testament                                                                          | Tawrat en Zaboer                                                       |
| Secundaire belangrijke personen              | | Discipel, Apostel                                                                       | Sahaba                                                                 |
| Religieuze wetgeving                         | Halacha | Canoniek recht / Kerkorde (k)                                                           | Sharia                                                                 |
| Vorm van theïsme                             | Strikt monotheïsme, zeer variërend godsbeeld (God kan zich in alles openbaren)                                            | Trinitair monotheïsme                                                                   | Strikt monotheïsme                                                     |
| Kernwaarde theïsme                           | Eén God | Drie-eenheid                                                                            | Eén God                                                                |
| Geloofsbelijdenis                            | Sjema | Verschillende geloofsbelijdenissen                                                      | Sjahada                                                                |
| Goddelijke Voorbeschikking                   | | Goddelijke voorzienigheid                                                               | Kadar                                                                  |
| Religieuze school                            | Jesjiva | Catechese                                                                               | Madrassa                                                               |
| Bekering van volkeren                        | Judaïsering | Kerstening (christianisatie)                                                            | Islamisering                                                           |
| Mate van proselitisme                        | Zeer laag | Hoog (evangelisatie: missie (k), zending (p))                                           | Hoog (dawa)                                                            |
| Straf voor apostasie                         | Geen | Onthouding van Gods genade                                                              | Afhankelijk van geloofsstroming, zie ridda                             |
| Positie van andersgelovigen                  | Niet-Joden zijn niet gebonden aan het Verbond en hoeven slechts de Noachitische geboden te houden om rechtvaardig te zijn | Hel                                                                                     | Hel                                                                    |
| Heilige plaats                               | Jeruzalem | Jeruzalem, Bethlehem en Nazareth (alle) Rome e.a. (k)                                   | Mekka, Medina, Jeruzalem                                               |
| Verering van mensen                          | Geen | Profeten en heiligen (orthodox en katholiek)                                            | Heiligen (Sjiisme)                                                     |
| Heilige Geest                                | Roeach Hakodesj | Heilige Geest                                                                           | Roeh Al-Qoedoes                                                        |
| Aard van Mozes                               | Grootste profeet | Profeet                                                                                 | Profeet en boodschapper                                                |
| Aard van Ezra                                | Zoon van God |                                                                                         | Profeet                                                                |
| Aard van Mohammed                            | Niet erkend als profeet                                                                                                   | Niet erkend als profeet                                                                 | Laatste definitieve profeet en boodschapper                            |
| Aard van Jezus                               | Niet erkend als profeet                                                                                                   | Zoon van God, Messias                                                                   | Profeet, boodschapper en Messias                                       |
| Geboorte van Jezus                           | Geen oordeel | Maagdelijke geboorte (k)                                                                | Maagdelijke geboorte                                                   |
| Dood van Jezus                               | Geen oordeel | Kruisiging                                                                              | Ander persoon aan het kruis gestorven                                  |
| Geloof in de wederkomst van Jezus            | Nee | Ja                                                                                      | Ja                                                                     |
| Valse Messias                                | Geen | Antichrist                                                                              | Dajjal                                                                 |
| Duivel                                       | | Satan of Lucifer (gevallen engel)                                                       | Shaitan of Iblis (djinn)                                               |
| Satan                                        | | Tegenstander van God                                                                    | Onder controle van God                                                 |
| Offer van Abraham                            | Isaak | Isaak                                                                                   | Ismaël                                                                 |
| Vrouw van Adam                               | Lilith was de eerste vrouw van Adam, later trouwde Adam met Eva                                                           | Eva                                                                                     | Eva                                                                    |
| Zondvloed                                    | Wereldwijd | Wereldwijd                                                                              | Lokaal                                                                 |
| Stranding Ark van Noach                      | Ararat | Ararat                                                                                  | Al-Djoedie                                                             |
| Opname Ark van Mozes                         | Dochter van de farao | Dochter van de farao                                                                    | Vrouw van de farao (Asiya)                                             |
| Aard van de menselijke natuur                | De mens heeft de gelijke mogelijkheid tot zowel goed als slecht gedrag                                                    | De mens is van nature zondig                                                            | De mens heeft de gelijke mogelijkheid tot zowel goed als slecht gedrag |
| Verkrijging van verlossing                   | Vervulling van de Wet | Geloof in Jezus als Gods zoon; goede daden en sacramenten (k), Vijf geboden van de Kerk | Juist geloof in God, goede daden, vijf zuilen                          |
| Begroeting                                   | Sjalom |                                                                                         | As-salamoe `alaykoem                                                   |
| Besnijdenis                                  | Verplicht (Briet mila) | Niet verplicht                                                                          | Verplicht (Khitan)                                                     |
| Spijswet                                     | Kasjroet (Koosjer en Treife)                                                                                              | Geen                                                                                    | Halal en haram                                                         |
| Varkensvlees                                 | Verboden | Toegestaan                                                                              | Verboden                                                               |
| Alcoholische dranken                         | Toegestaan | Toegestaan                                                                              | Verboden                                                               |
| Gokken                                       | Verboden | Afgeraden tot verboden                                                                  | Verboden                                                               |
| Tatoeage                                     | Verboden | Toegestaan                                                                              | Verboden                                                               |
| Doodstraf                                    | Toegestaan | Afgeraden tot verboden                                                                  | Toegestaan                                                             |
| Naastenliefde                                | Verplicht | Verplicht                                                                               | Aangeraden                                                             |
| Vijanden                                     | Bestrijden en doden toegestaan                                                                                            | Liefhebben 'als jezelf' verplicht                                                       | Bestrijden en doden toegestaan                                         |
| Polygamie                                    | Verboden | Verboden                                                                                | Toegestaan                                                             |
| Vasten                                       | Grote Verzoendag | 40 dagen voor Pasen (k)                                                                 | Ramadan                                                                |
| Armenbelasting                               | Arme tiende en Tsedaka |                                                                                         | Zakat en sadaqah                                                       |
| Gebed                                        | 3× per dag | Variërend                                                                               | 5× per dag                                                             |
| Gebedshuis                                   | Synagoge | Kerk                                                                                    | Moskee                                                                 |
| Voorganger van eredienst                     | Rabbijn | Priester (k), dominee (p)                                                               | Imam, Khatib (op vrijdag)                                              |
| Religieuze leider                            | Geen | Paus (k)                                                                                | Kalief                                                                 |
| Religieus geïnspireerde oorlog               | Geen | Kruistocht (of kruisvaart)                                                              | Jihad                                                                  |
| Religieuze strijder                          | Geen | Kruisvaarder en kruisridder                                                             | Moedjahied                                                             |
| Kalender                                     | Joodse kalender (Lunisolaire kalender)                                                                                    | Gregoriaanse kalender, Juliaanse kalender (Zonnekalender)                               | Islamitische kalender (Maankalender)                                   |
| Belangrijkste dag van de week                | Zaterdag (sabbat) | Zondag                                                                                  | Vrijdag                                                                |
| Rituelen voor kinderen                       | Bar mitswa (jongens), bat mitswa (meisjes)                                                                                | Doop, eerste communie (k), plechtige communie (k)                                       | Geen                                                                   |
| Uitvaart                                     | Begrafenis | Begrafenis, crematie                                                                    | Begrafenis                                                             |
| Kritiek of haat                              | Antisemitisme/Anti-judaïsme (jodenhaat)                                                                                   | Antiklerikalisme, antipapisme (k)                                                       | Islamofobie (moslimhaat)                                               |
| Ongelovige                                   | Goj | Heiden                                                                                  | Kafir                                                                  |
| Naam van God                                 | Jehova, Elohim, Adonai | God, Heer, in de eigen taal                                                             | Allah, 99 namen van Allah                                              |
| Uittocht van de Israëlieten uit Egypte       | Pesach | Pasen                                                                                   | Ashoura                                                                |
| Reiniging                                    | Mikwe | Ablutie                                                                                 | Woedoe en Ghoesl                                                       |
| Gebedstijd                                   | Op een hoorn blazen | Klokken luiden                                                                          | Azan                                                                   |
| Gebedsichting                                | Tempelberg in Jeruzalem                                                                                                   | Geen, maar veel kerken zijn op het oosten gericht                                       | Kaäba in Mekka                                                         |
| Nis                                          | Aron hakodesj | Apsis                                                                                   | Mihrab                                                                 |
| Belangrijke gebouwen                         | Klaagmuur | Heilig Grafkerk, Geboortekerk, Sint-Pietersbasiliek (k)                                 | Al-Masjid al-Haram, Moskee van de Profeet, Masjid Al-Aqsa              |
| Westmuur                                     | Kotel |                                                                                         | Al-Buraqmuur                                                           |
| Moria                                        | Har ha-Bayit (Tempelberg)                                                                                                 |                                                                                         | Haram al-Sharif (Nobele Heiligdom)                                     |
| Bedevaart                                    | Jeruzalem | Jeruzalem, Rome, Santiago de Compostella (k)                                            | Mekka                                                                  |
| Schisma                                      | 721 BCE: Joden vs Samaritanen Rabbijns jodendom vs Karaïtisch jodendom                                                    | 1054: katholieken vs oosters-orthodox 1517: katholieken vs protestanten                 | 657: soennieten vs kharidjieten 681: soennieten vs sjiieten            |